# Stephen Pearcy
Stephen Eric Pearcy (né le 3 juillet 1956 à Long Beach (États-Unis), plus connu sous le nom Stephen Pearcy, est un musicien américain. Il est surtout connu comme le fondateur, chanteur, et compositeur du groupe Ratt. Il a également enregistré quatre disques en tant qu'artiste solo.
Pearcy a également travaillé en tant qu'acteur, jouant le tueur hippie, Timothy Bach, dans le film d'horreur du Camp de l'Utopie.